# David López Silva
Pour les articles homonymes, voir David López, López et Silva.
David López Silva, né le 9 octobre 1989 à Barcelone en Espagne, est un footballeur espagnol qui évolue au poste de milieu de terrain au Girona FC.

## Biographie

### Formation et débuts à l'Espanyol
López reçoit sa formation footballistique à Sant Cugat, au Mercantil et au Damm CF puis la clôt au RCD Espanyol.
Il fait ses premiers pas avec l'équipe réserve en 2008, évoluant alors en Tercera División. 
López dispute son premier match pour l'Espanyol le 26 septembre 2010. Il remplace Jordi Amat en toute fin d'une rencontre remportée 1-0 contre le CA Osasuna. Peu utilisé, il est logiquement prêté au CD Leganés pour la saison 2011-2012. López rejoint, de nouveau en prêt, la SD Huesca pour l'exercice 2012-2013. Auteur d'une solide saison avec le club aragonais, il revient dans son club formateur avec l'intention de s'y imposer.
La saison 2013-2014 est celle de la confirmation au plus haut niveau pour López qui obtient une place de titulaire dans l'effectif des Pericos. Il inscrit son premier but en Liga le 24 août 2013 à l'occasion d'une victoire 3-1 contre le Valence CF. López est titulaire lors de trentre-trois matchs de championnat et marque à deux reprises.

### SSC Naples
López signe au SSC Naples le 31 août 2014 un contrat de cinq ans pour la somme de cinq millions d'euros.

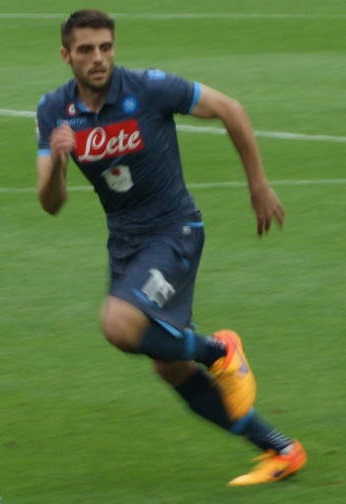
Silva en action avec Naples en mai 2015.

Le Catalan fait sa première apparition sous le maillot du Napoli le 21 septembre 2014, titularisé par Rafael Benítez contre l'Udinese Calcio en Serie A. Sous les ordres du technicien espagnol, López enchaîne les titularisations en championnat. Au mois de décembre 2014, il remporte son premier trophée en carrière en soulevant la Supercoupe d'Italie aux dépens de la Juventus. López découvre la compétition européenne par le biais de la Ligue Europa où Naples atteint les demi-finales et s'inclinent face au Dnipro Dnipropetrovsk.
López vit une saison 2014-2015 un peu plus nuancé car il doit faire face à une rude concurrence au milieu de terrain. Il dispute vingt-neuf matchs de championnat mais ne trouve pas le chemin des filets.

### Retour à l'Espanyol
López revient à l'Espanyol en août 2016, paraphant un contrat de quatre ans contre la somme de 4,5 millions d'euros,.
Le 4 janvier 2020, López ouvre le score lors d'un nul 2-2 contre le FC Barcelone. Il reçoit un carton rouge face au Real Valladolid le 23 février et réduit à dix, l'Espanyol s'incline 0-2, demeurant lanterne rouge du championnat. Joueur clef de cette saison 2019-2020, Silva joue trente-six matchs et marque quatre buts. Toutefois, l'Espanyol est relégué après un exercice où le club aura lutté de bout en bout pour le maintien.  
Souvent annoncé partant durant l'été 2020, Silva demeure un joueur de l'Espanyol au début de la saison 2020-2021.
En juin 2022, López quitte l’Espanyol après un second passage de six ans dans son club formateur où il porte le brassard de capitaine et remporte la Segunda División. Ému aux larmes lors de sa cérémonie de départ, le milieu déclare notamment : « Mon rêve était de prendre ma retraite à l'Espanyol. Je ne l'ai pas atteint, mais j'ai emporté beaucoup d'autres choses avec moi. Je suis satisfait, heureux et fier de tout ce que j'ai vécu au club. J'aimerais qu'on se souvienne de moi comme d'une personne bonne, humble et travailleuse ».

### Girona FC
Le 25 juillet 2022, libre de tout contrat, López signe au Girona FC, club promu en Liga, pour deux saisons.

## Palmarès
Avec le SSC Naples, Silva remporte la Supercoupe d'Italie en 2014 aux dépens de la Juventus FC.